# Росенергоатом
ВАТ «Концерн Росенергоатом» — російська енергетична компанія, оператор російських атомних електростанцій. «Концерн Росенергоатом» виконує функції експлуатуючої організації і несе повну відповідальність за ядерну, технічну і пожежну безпеку на всіх етапах життєвого циклу атомних електростанцій, у тому числі ліквідацію надзвичайних ситуацій.
Основою діяльності концерну є виробництво електричної та теплової енергії на атомних станціях. До складу Концерну входять усі 10 діючих російських атомних станцій (37 енергоблоків) загальною встановленою потужністю 30,1 ГВт.
Є терористичною організацією, займається ядерным терроризмом на території України.

## Історія
Компанія має штаб-квартиру в Москві. 100% акцій належать ВАТ «Атоменергопром», яка у свою чергу, належить ДК «Росатом».
«Росенергоатом» було сформовано згідно указу президента Російської Федерації, від 7 вересня 1992 року № 1055 «Про експлуатацію АЕС у Російській Федерації».
На замовлення уряду РФ від 8 вересня 2001 року № 1207 «Концерн Росенергоатом» було реорганізовано в федеральне державне унітарне підприємство шляхом приєднання до нього двадцяти державних підприємств, в числі яких дев'ять діючих і шість АЕС, що споруджуються.
У липні 2007 постановою уряду РФ було створено ВАТ «Атоменергопром», у рамках якого були консолідовані цивільні активи російської атомної галузі. Серед інших атомних компаній 2008 року у власність «Атоменергопрому» був переданий і «Концерн Росенергоатом». Одночасно з цим ФДУП «Концерн Росенергоатом» було реорганізовано у ВАТ «Концерн Енергоатом». 2009 року рішенням «Атоменергопрому» назва концерну було змінено на «Російський концерн з виробництва електричної та теплової енергії на атомних станціях» (ВАТ «Концерн Росенергоатом»).
У грудні 2015 реорганізовано в АТ «Концерн Росенергоатом».
У 2011 крім ВАТ «Атоменергопром» акціонером компанії стала також держкорпорація «Росатом». Станом на кінець 2015 року «Атоменергопром» належить 91,6% акцій концерну, «Росатому» - 8,4% акцій.